# Тропични и субтропични влажни широколистни гори
Тропичните и субтропични влажни широколистни гори са биом, един от основните хабитатни типове във физикогеографската класификация на Световния фонд за природата.
Характерни са за областите около екватора, които имат малки годишни вариации в температурата и високи нива на валежите (над 2000 mm), включително Малайския архипелаг, Амазония, басейна на Конго, като обикновено образуват големи непрекъснати масиви с предимно полулистопадни и вечнозелени широколистни дървесни видове. Тези гори имат най-голямото разнообразие на видове между всички сухоземни хабитатни типове – половината от всички видове организми по света се срещат в тях, като на един квадратен километър може да има над 1000 дървесни вида.